# Josep Moratalla
Josep Moratalla Claramunt es un exfutbolista español nacido en Esparraguera, Barcelona el 1 de octubre de 1958.
Jugaba en la posición de defensa. Fichó por el Fútbol Club Barcelona en la temporada 1981-1982, debutando el 28 de febrero de 1982 en un Barcelona 2- Sevilla F. C. 0. Con este club jugó 104 partidos en 1ª división.
Con este equipo ganó una Liga, dos Copas del Rey, una Supercopa, una Recopa y dos Copas de la Liga. En 1988 se marchó al Figueras, donde permaneció dos campañas.
Además, colaboró varias temporadas como comentarista en el programa Tablero Deportivo de Radio Nacional de España.

## Palmarés

### Torneos nacionales
| Título              | Club                  | País   | Año     |
| ------------------- | --------------------- | ------ | ------- |
| Copa del Rey        | Fútbol Club Barcelona | España | 1981    |
| Copa del Rey        | Fútbol Club Barcelona | España | 1983    |
| Supercopa de España | Fútbol Club Barcelona | España | 1983    |
| Copa de la Liga     | Fútbol Club Barcelona | España | 1983    |
| Liga                | Fútbol Club Barcelona | España | 1984-85 |
| Copa de la Liga     | Fútbol Club Barcelona | España | 1986    |

### Torneos internacionales
| Título           | Club                  | Sede      | Año     |
| ---------------- | --------------------- | --------- | ------- |
| Recopa de Europa | Fútbol Club Barcelona | Barcelona | 1981-82 |

## Equipos
| Club                  | País   | Año         |
| --------------------- | ------ | ----------- |
| Fútbol Club Barcelona | España | 1981 - 1987 |
| Figueras              | España | 1988 - 1989 |